# 全日本ホテル連盟
一般社団法人全日本ホテル連盟（ぜんにっぽんホテルれんめい）は、ビジネスホテルを中心に全国約300のホテルが加盟している業界団体である。元国土交通省所管。

## 概要
1974年10月4日に運輸省（現国土交通省）の認可を受け、社団法人全日本ビジネスホテル連盟となる。1992年に社団法人全日本シティホテル連盟に名称変更。
2021年4月1日、一般社団法人全日本ホテル連盟へと名称変更。

## 組織
- 支部：北海道支部、東北支部、関東支部、甲信越支部、中部支部、近畿支部、中国・四国支部、九州支部[2]
- 委員会：インバウンド委員会、地域活性化委員会、総務委員会、広報委員会、研修委員会、青年部、調査研究委員会、経営情報委員会[3]

## 会員
会員の一例
- アパホテル
- ABホテル
- 三交イン
- ホテルJALシティ・ホテル日航
- 東急ステイ
- ヒルトン
- ワシントンホテル（藤田観光）
- ワシントンホテルプラザ